# Doctrine Meroni
La doctrine Meroni est un principe du droit européen qui concerne la délégation de tâches par l'Union européenne à des agences européennes. 

## Concept
La doctrine Meroni découle des affaires C-9/56 et C-10/56 (Meroni c/ Haute Autorité [1957/1958]). Cette doctrine concerne l'interdiction des institutions de l'Union européenne à déléguer des tâches aux agences de l'Union européenne. 
Le principe dégagé par cette jurisprudence est que la délégation ne doit jamais porter sur des pouvoirs discrétionnaires dont l'exercice nécessite la prise en compte d'éléments de nature politique, sous peine d'affecter la répartition des responsabilités établies par le Traité. 

## Critique et limites
La doctrine Meroni fait l'objet de débats juridiques. Certaines la considèrent anachronique du fait de la complexification croissante des compétences de l'Union européenne, qui l'oblige à déléguer des compétences à des agences.